# Hoa hậu Hoàn vũ 1976
Hoa hậu Hoàn vũ 1976 là cuộc thi Hoa hậu Hoàn vũ lần thứ 25 được tổ chức tại Nhà hát Lợi Vũ Đài, Hồng Kông. Hoa hậu Hoàn vũ 1975, Anne Marie Pohtamo đã trao vương miện cho người kế nhiệm là Rina Messinger đến từ Israel.

## Kết quả

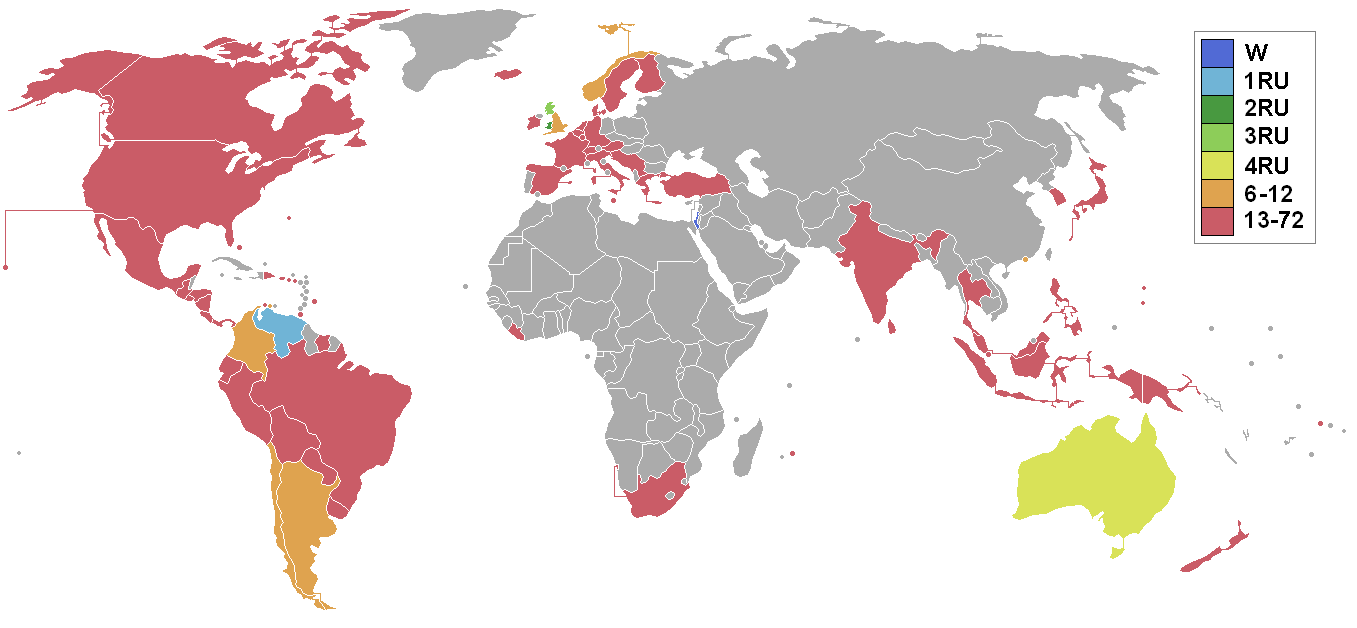
Các quốc gia và vùng lãnh thổ tham gia Hoa hậu Hoàn vũ 1976 và kết quả.

### Thứ hạng
| Kết quả              | Thí sinh |
| -------------------- | --- |
| Hoa hậu Hoàn vũ 1976 | - Israel – Rina Messinger |
| Á hậu 1              | - Venezuela – Judith Castillo |
| Á hậu 2              | - Wales – Sian Adey-Jones |
| Á hậu 3              | - Scotland – Carol Grant |
| Á hậu 4              | - Úc – Julie Ismay |
| Top 12               | - Argentina – Lilian Deasti - Chile – Verónica Sommers - Colombia – María Reyes - Curaçao – Anneke Dijkhuizen - Anh – Pauline Davies - Hồng Kông – Lâm Lương Huệ - Na Uy – Bente Lihaug |

### Thứ tự gọi tên
| 1. Anh 2. Curaçao 3. Hồng Kông 4. Israel 5. Argentina 6. Úc 7. Na Uy 8. Chile 9. Colombia 10. Wales 11. Venezuela 12. Scotland | 1. Israel 2. Scotland 3. Úc 4. Wales 5. Venezuela |

## Các giải thưởng đặc biệt
| Giải thưởng                 | Thí sinh                                  |
| --------------------------- | ----------------------------------------- |
| Trang phục dân tộc đẹp nhất | - Peru – Rocío Rita Lazcano Mujica        |
| Hoa hậu Thân thiện          | - Trinidad và Tobago – Margaret McFarlane |
| Hoa hậu Ảnh                 | - Anh – Pauline Davies                    |

## Hội đồng giám khảo
- Margareta Arvidsson – Hoa hậu Hoàn vũ 1966 đến từ Thụy Điển
- Florinda Bolkan
- Britt Ekland
- Margot Fonteyn
- Aldo Gucci
- Henri d'Orléans
- David Newbigging
- Roman Polanski
- Thiệu Dật Phu
- Fred Williamson

## Thí sinh tham gia
| - Argentina - Lilian Noemi De Asti - Curaçao - Cynthia Marlene Bruin - Úc - Julie Anne Ismay - Áo - Heidi-Marie Passian - Bahamas - Sharon Elaine Smith - Barbados - Jewell Sharon Nightingale - Bỉ - Yvette Maria Aelbrecht - Bermuda - Vivienne Anne Hollis - Bolivia - Carolina Elisa Aramayo Esteves - Brazil - Katia Celestina Moretto † - Canada - Normande Jacques - Chile - Maria Veronica Sommer - Colombia - Maria Helena Reyes Abisambra - Costa Rica - Silvia Jiminez Pacheco - Curaçao - Anneke Dijkhuizen - Đan Mạch - Brigitte Trolle - Cộng hòa Dominica - Norma Lora - Ecuador - Gilda Plaza - El Salvador - Mireya Carolina Calderon Tovar - Anh - Pauline Davies - Phần Lan - Suvi Lukkarinen - Pháp - Monique Uldaric - Đức - Birgit Margot Hamer - Hy Lạp - Melina Michailidou - Guam - Pilar Martha Laguana - Guatemala - Blanca Alicia Montenegro - Hà Lan - Nannetje Johanna Nielen - Honduras - Victoria Alejandra Pineda Fortin - Hồng Kông - Lâm Lương Huệ - Iceland - Gudmunda Hulda Johannesdottir - Ấn Độ - Naina Sudhir Balsavar - Indonesia - Yuliarti Rahayu - Ireland - Elaine Rosemary O'Hara - Israel - Rina Messinger - Ý - Diana Scapolan - Nhật Bản - Miyako Iwakuni | - Hàn Quốc - Chung Kwang-hyun - Liberia - Laurine Wede Johnson - Luxembourg - Monique Wilmes - Malaysia - Faridah Norizan - Malta - Mary Grace Ciantar - Mauritius - Marielle Tse-Sik-Sun - Mexico - Carla Jean Evert Reguera † - New Zealand - Janey Kingscote - Nicaragua - Ivania Navarro Yenic - Quần đảo Bắc Mariana - Candelaria Flores Borja - Na Uy - Bente Lihaug - Panama - Carolina Maria Chiari - Papua New Guinea - Eva Regina Arni - Paraguay - Nidia Fatima Cardenas - Perú - Rocío Rita Lazcano Mujica † - Philippines - Elizabeth Samson de Padua - Puerto Rico - Elizabeth Zayas Ortiz - Samoa thuộc Mỹ - Taliilani Ellen Letuli - Scotland - Carol Jean Grant - Singapore - Linda Tham - Nam Phi - Cynthia Classen - Tây Ban Nha - Olga Fernandez Perez - Sri Lanka - Genevieve Bernedette Parsons - Sint Maarten - Angela Huggins - Suriname - Peggy Vandeleuv - Thụy Điển - Caroline Westerberg - Thụy Sĩ - Isabelle Fischbacher - Thái Lan - Katareeya Areekul - Trinidad và Tobago - Margaret Elizabeth McFarlane - Thổ Nhĩ Kỳ - Manolya Onur † - Uruguay - Leila Luisa Vinas Martinez - Hoa Kỳ - Barbara Peterson - Venezuela - Judith Castillo - Quần đảo Virgin (Mỹ) - Lorraine Patricia Baa - Wales - Sian Adey-Jones - Nam Tư - Svetlana Radojcic |

## Chú ý

### Lần đầu tham gia
- Barbados
- Quần đảo Bắc Mariana
- Papua New Guinea
- Sint Maarten

### Trở lại
- Lần cuối tham gia vào năm 1973:
  -  Na Uy
- Lần cuối tham gia vào năm 1974:
  -  Honduras
  -  Suriname

### Bỏ cuộc
- Belize – Janet Joan Joseph
- Haiti
- Jamaica – Angela Ruddock
- Liban – Ramona Karam
- Maroc
- Micronesia – Thay vì khu vực, các đại diện từ Quần đảo Bắc Mariana đã được đại diện cho mình như một lãnh thổ riêng lẻ kể bây giờ.

### Không tham gia
- Antigua – Cleopatra Sanders
- Quần đảo Virgin (Anh) – Irene Penn
- Tahiti – Amiot Mora